# Boys (Summertime Love)
Boys (Summertime Love) ist ein Lied von Sabrina aus dem Jahr 1987, das von M. Bonsanto, R. Rossi, Claudio Cecchetto, M. Charlton und A. Gill geschrieben wurde. Es erschien auf dem Album Sabrina.

## Geschichte
Der Italo-Disco-Synthpop-Titel, der auch dem Hi-NRG zugeordnet wird, wurde im Juli 1987 als dritte Single aus ihrem Debütalbum veröffentlicht und wurde in Europa ein kommerzieller Erfolg. In der Schweiz, Frankreich und Italien wurde das Lied ein Nummer-eins-Hit.
Es war auch das erste Lied, welches Sabrina im Vereinigten Königreich veröffentlichte. In Frankreich war es das erste Lied eines aus Italien stammenden Interpreten, das Platz eins der Charts erreichte. Später wurden in Frankreich mit Boys '95 (1995) und Boys Boys Boys (The Dance Remixes) (2003) zwei weitere Versionen veröffentlicht. Außerdem wurde das Lied in Frankreich und Deutschland jeweils mit einer Goldenen Schallplatte geehrt. Durch den Erfolg entwickelte sich Boys zu einem der erfolgreichsten und populärsten Italo-Disco-Titel. Damals wurde der Erfolg der Single mit den Erfolgen der Pin-up-Girls Lova Moor und Samantha Fox (mit welcher Sabrina Salerno befreundet ist) verglichen.

## Musikvideo
Das Musikvideo wurde am Florida Hotel in Jesolo (Veneto, Italien) gedreht. Im Video schwimmt Sabrina bei heißem Sommerwetter in einem Pool. Durch seine Freizügigkeit trug es zum Erfolg des Liedes bei, auch wenn – oder gerade weil – es in einigen Ländern, unter anderem im Vereinigten Königreich, gesperrt wurde. Das Musikvideo wurde später im Internet zu einem oft heruntergeladenen Clip.
In einem Interview mit Nino Firetto im Music-Box-Programm vom Sender Super Channel Ende 1988 erklärte Sabrina, dass das Musikvideo für Boys ursprünglich für ein Segment in einer Magazinsendung gedacht war. Der Stil des Musikvideos war speziell auf das Segment der Show abgestimmt, wodurch es freizügiger ausgerichtet war als gewöhnliche Musikvideos.

## Kommerzieller Erfolg

### Chartplatzierungen
In Deutschland, im Vereinigten Königreich, in Österreich sowie in vielen weiteren Ländern Europas wurde das Lied ein Top-Ten-Hit.
| ChartsChartplatzierungen     | Höchstplatzierung | Wochen |
| ---------------------------- | ----------------- | ------ |
| Deutschland (GfK)            | 2 (19 Wo.)        | 19     |
| Italien (FIMI)               | 5 (19 Wo.)        | 19     |
| Österreich (Ö3)              | 5 (16 Wo.)        | 16     |
| Schweiz (IFPI)               | 1 (15 Wo.)        | 15     |
| Vereinigtes Königreich (OCC) | 3 (14 Wo.)        | 14     |

| ChartsJahrescharts (1987) | Platzierung |
| ------------------------- | ----------- |
| Deutschland (GfK)         | 24          |
| Schweiz (IFPI)            | 7           |

### Auszeichnungen für Musikverkäufe
| Land/Region                  | Auszeichnungen für Musikverkäufe (Land/Region, Auszeichnung, Verkäufe) | Verkäufe |
| ---------------------------- | ---------------------------------------------------------------------- | -------- |
| Deutschland (BVMI)           | Gold                                                                   | 250.000  |
| Spanien (Promusicae)         | Gold                                                                   | 25.000   |
| Vereinigtes Königreich (BPI) | Silber                                                                 | 250.000  |
| Insgesamt                    | 1× Silber · 2× Gold ·                                                  | 525.000  |

## Coverversionen
- 1988: Aya Sugimoto
- 1994: Ludwig von 88
- 2006: The Cheeky Girls
- 2010: Twiins feat. Carlprit
- 2010: Candy Six
- 2024: Chillymouse & Cloud Seven

## Weblink
Boys bei Discogs